# Cod ATC L01
Codul ATC L01 Agenți antineoplazici este o parte a sistemului de clasificare anatomică, terapeutică și chimică a medicamentelor, un sistem dezvoltat de către Organizația Mondială a Sănătății (OMS) pentru clasificarea medicamentelor și a altor produse medicinale. Subgrupul L01 este o parte a grupului L Antineoplazice și imunomodulatoare.
Codurile pentru preparatele de uz veterinar sunt create prin alipirea literei Q în fața codului ATC corespunzător produsului pentru uz uman; de exemplu, QL01. Codurile ATCvet care nu au un cod ATC corespunzător produsului de uz uman sunt citate începând cu Q în lista următoare.

## L01AAgenți alchilanți

### L01AA Analogi deazot-iperită
L01AA01 Ciclofosfamidă
L01AA02 Clorambucil
L01AA03 Melfalan
L01AA05 Clormetină
L01AA06 Ifosfamidă
L01AA07 Trofosfamidă
L01AA08 Prednimustină
L01AA09 Bendamustină

### L01ABSulfonațidealchil
L01AB01 Busulfan
L01AB02 Treosulfan
L01AB03 Manosulfan

### L01AC Etilen-imine
L01AC01 Tiotepa
L01AC02 Triaziquonă
L01AC03 Carboquonă

### L01ADNitrozocarbamide
L01AD01 Carmustină
L01AD02 Lomustină
L01AD03 Semustină
L01AD04 Streptozocină
L01AD05 Fotemustină
L01AD06 Nimustină
L01AD07 Ranimustină
L01AD08 Uramustină

### L01AGEpoxizi
L01AG01 Etoglucid

### L01AX Alți agenți alchilanți
L01AX01 Mitobronitol
L01AX02 Pipobroman
L01AX03 Temozolomidă
L01AX04 Dacarbazină

## L01BAntimetaboliți

### L01BA Analogi deacid folic
L01BA01 Metotrexat
L01BA03 Raltitrexed
L01BA04 Pemetrexed
L01BA05 Pralatrexat

### L01BB Analogi depurină
L01BB02 Mercaptopurină
L01BB03 Tioguanină
L01BB04 Cladribină
L01BB05 Fludarabină
L01BB06 Clofarabină
L01BB07 Nelarabină
QL01BB90 Rabacfosadină

### L01BC Analogi depirimidină
L01BC01 Citarabină
L01BC02 5-Fluorouracil
L01BC03 Tegafur
L01BC04 Carmofur
L01BC05 Gemcitabină
L01BC06 Capecitabină
L01BC07 Azacitidină
L01BC08 Decitabină
L01BC09 Floxuridină
L01BC52 Fluorouracil, combinații
L01BC53 Tegafur, combinații
L01BC59 Trifluridină, combinații

## L01C Alcaloizi din plante și alți compuși naturali

### L01CAVinca-alcaloizi și analogi
L01CA01 Vinblastină
L01CA02 Vincristină
L01CA03 Vindesină
L01CA04 Vinorelbină
L01CA05 Vinflunină
L01CA06 Vintafolidă

### L01CB Derivați depodofilotoxină
L01CB01 Etopozid
L01CB02 Tenipozid

### L01CC Derivați decolchicină
L01CC01 Demecolcină

### L01CD Derivați detaxan
L01CD01 Paclitaxel
L01CD02 Docetaxel
L01CD03 Paclitaxel poliglumex
L01CD04 Cabazitaxel

### L01CX Alte produse
L01CX01 Trabectedină

## L01D Antibiotice citotoxice

### L01DAActinomicine
L01DA01 Dactinomicină

### L01DB Antracicline
L01DB01 Doxorubicină
L01DB02 Daunorubicină
L01DB03 Epirubicină
L01DB04 Aclarubicină
L01DB05 Zorubicină
L01DB06 Idarubicină
L01DB07 Mitoxantronă
L01DB08 Pirarubicină
L01DB09 Valrubicină
L01DB10 Amrubicină
L01DB11 Pixantronă

### L01DC Altele
L01DC01 Bleomicină
L01DC02 Plicamicină
L01DC03 Mitomicină
L01DC04 Ixabepilonă

## L01X Alți agenți antineoplazici

### L01XA Compuși deplatină
L01XA01 Cisplatină
L01XA02 Carboplatină
L01XA03 Oxaliplatină
L01XA04 Satraplatină
L01XA05 Poliplatilenă

### L01XB Metilhidrazine
L01XB01 Procarbazină

### L01XC Anticorpi monoclonali
L01XC01 Edrecolomab
L01XC02 Rituximab
L01XC03 Trastuzumab
L01XC05 Gemtuzumab ozogamicină
L01XC06 Cetuximab
L01XC07 Bevacizumab
L01XC08 Panitumumab
L01XC09 Catumaxomab
L01XC10 Ofatumumab
L01XC11 Ipilimumab
L01XC12 Brentuximab vedotin
L01XC13 Pertuzumab
L01XC14 Trastuzumab emtansin
L01XC15 Obinutuzumab
L01XC16 Dinutuximab beta
L01XC17 Nivolumab
L01XC18 Pembrolizumab
L01XC19 Blinatumomab
L01XC21 Ramucirumab
L01XC22 Necitumumab
L01XC23 Elotuzumab
L01XC24 Daratumumab
L01XC25 Mogamulizumab
L01XC26 Inotuzumab ozogamicin
L01XC27 Olaratumab
L01XC28 Durvalumab
L01XC29 Bermekimab
L01XC31 Avelumab
L01XC32 Atezolizumab
L01XC33 Cemiplimab

### L01XD Sensibilizanți utilizați în terapia fotodinamică
L01XD01 Porfimer sodic
L01XD03 Metil-aminolevulinat
L01XD04 Acid aminolevulinic
L01XD05 Temoporfin
L01XD06 Efaproxiral
L01XD07 Padeliporfin

### L01XE Inhibitori de protein-kinază
L01XE01 Imatinib
L01XE02 Gefitinib
L01XE03 Erlotinib
L01XE04 Sunitinib
L01XE05 Sorafenib
L01XE06 Dasatinib
L01XE07 Lapatinib
L01XE08 Nilotinib
L01XE09 Temsirolimus
L01XE10 Everolimus
L01XE11 Pazopanib
L01XE12 Vandetanib
L01XE13 Afatinib
L01XE14 Bosutinib
L01XE15 Vemurafenib
L01XE16 Crizotinib
L01XE17 Axitinib
L01XE18 Ruxolitinib
L01XE19 Ridaforolimus
L01XE21 Regorafenib
L01XE22 Masitinib
L01XE23 Dabrafenib
L01XE24 Ponatinib
L01XE25 Trametinib
L01XE26 Cabozantinib
L01XE27 Ibrutinib
L01XE28 Ceritinib
L01XE29 Lenvatinib
L01XE31 Nintedanib
L01XE32 Cediranib
L01XE33 Palbociclib
L01XE34 Tivozanib
L01XE35 Osimertinib
L01XE36 Alectinib
L01XE37 Rociletinib
L01XE38 Cobimetinib
L01XE39 Midostaurin
L01XE40 Olmutinib
L01XE41 Binimetinib
L01XE42 Ribociclib
L01XE43 Brigatinib
L01XE44 Lorlatinib
L01XE45 Neratinib
L01XE46 Encorafenib
L01XE47 Dacomitinib
L01XE48 Icotinib
L01XE50 Abemaciclib
L01XE51 Acalabrutinib
L01XE52 Quizartinib
L01XE53 Larotrectinib
L01XE54 Gilteritinib
L01XE56 Entrectinib
L01XE57 Fedratinib
QL01XE91 Toceranib

### L01XX Alți agenți antineoplazici
L01XX01 Amsacrină
L01XX02 Asparaginază
L01XX03 Altretamină
L01XX05 Hidroxicarbamidă
L01XX07 Lonidamină
L01XX08 Pentostatină
L01XX10 Masoprocol
L01XX11 Estramustină
L01XX14 Tretinoină
L01XX16 Mitoguazonă
L01XX17 Topotecan
L01XX18 Tiazofurină
L01XX19 Irinotecan
L01XX22 Alitretinoină
L01XX23 Mitotan
L01XX24 Pegaspargază
L01XX25 Bexaroten
L01XX27 Trioxid de arsen
L01XX29 Denileukină diftitox
L01XX32 Bortezomib
L01XX33 Celecoxib
L01XX35 Anagrelidă
L01XX36 Oblimersen
L01XX37 Sitimagen ceradenovec
L01XX38 Vorinostat
L01XX39 Romidepsină
L01XX40 Omacetaxină mepesuccinat
L01XX41 Eribulină
L01XX42 Panobinostat
L01XX43 Vismodegib
L01XX44 Aflibercept
L01XX45 Carfilzomib
L01XX46 Olaparib
L01XX47 Idelalisib
L01XX48 Sonidegib
L01XX49 Belinostat
L01XX50 Ixazomib
L01XX51 Talimogen laherparepvec
L01XX52 Venetoclax
L01XX53 Vosaroxin
L01XX54 Niraparib
L01XX55 Rucaparib
L01XX56 Etirinotecan pegol
L01XX57 Plitidepsin
L01XX58 Epacadostat
L01XX59 Enasidenib
L01XX60 Talazoparib
L01XX61 Copanlisib
L01XX62 Ivosidenib
L01XX63 Glasdegib
L01XX64 Entinostat
L01XX65 Alpelisib
L01XX66 Selinexor
L01XX67 Tagraxofusp
L01XX68 Belotecan
QL01XX91 Tigilanol tiglat

### L01XY Combinații
L01XY01 Citarabină și daunorubicină